# 马友里
马友里（1922年—1993年），男，安徽泗洪（今属江苏）人，中华人民共和国军事人物，曾任兰州军区参谋长，石家庄高级陆军学校副校长。